# Cuptor - Brădișoru de Jos
„Cuptor” - Brădișoru de Jos este o arie protejată de interes național ce corespunde categoriei a IV-a IUCN (rezervație naturală de tip mixt), situată în județul Caraș-Severin, pe teritoriul administrativ al orașului Oravița. 

## Descriere
Rezervația naturală aflată pe teritoriul satului Brădișoru de Jos, se întinde pe o suprafață de 0,50 ha, și reprezintă o zonă de pășune, în a cărei arii vegetează specii floristice, printre care stânjenelul (Iris graminea), laleaua pestriță (Fritillaria meleagris) sau specia endematică de brândușă galbenă (Crocus moesicus).